# Molnebo
Molnebo är en by i nordöstra delen av Västerlövsta socken i Heby kommun. Orten ligger norr om Morgongåva och sydväst om socknens största sjö Vansjön (54 m ö.h.). Molnebo genomkorsas av länsväg C 623. Molnebo herrgård dominerar byn. Örsundaåns övre lopp flyter genom Molnebo.

## Molnebo bruk
Platsen har historisk betydelse genom det gamla Molnebo järnbruk. Bruket var i drift mellan 1755 och 1890. Här fanns en masugn, vilken revs år 1900. Bruket drevs av Molnebo bergsbruk AB.
Det gick en järnväg mellan Morgongåva och Molnebo järnbruk (Molnebo–Morgongåfva jernväg).